# Deutsche José Carreras Leukämie-Stiftung
Die Deutsche José Carreras Leukämie-Stiftung e. V. (DJCLS; mitunter kurz José Carreras Leukämie-Stiftung) ist ein gemeinnütziger deutscher Verein, der von dem spanischen Tenor José Carreras zur Bekämpfung der Leukämie gegründet wurde. Der 1995 gegründete Verein sitzt in München.

## Geschichte
1987 erkrankte Carreras an akuter lymphatischer Leukämie. Trotz schlechter Prognosen hinsichtlich des Verlaufs seiner Krankheit wurde er von dieser Krankheit geheilt. Am 14. Juli 1988 gründete er die Spanische José Carreras Leukämie-Stiftung. 1990 folgte die Gründung der nordamerikanischen und schweizerischen José Carreras Leukämie-Stiftung mit einem Benefizkonzert der „Drei Tenöre“ Plácido Domingo, Luciano Pavarotti und José Carreras in Rom. 1991 wurde die spanische Knochenmarkspenderdatei eingerichtet. Im November 1995 fand die Gründung der Deutschen José Carreras Leukämie-Stiftung statt. Die erste, erfolgreiche, Benefizgala von José Carreras in Leipzig wurde im deutschen Fernsehen im Dezember gleichen Jahres ausgestrahlt. Seitdem findet sie jedes Jahr in der Vorweihnachtszeit statt.

## Gesamtorganisation
Der Verein ist Teil der Gesamtorganisation von José Carreras gegen die Leukämie, die auch Stiftungen in Spanien („Fundación Internacional José Carreras para la lucha contra la leucemia“), USA („The Friends of José Carreras International Leukemia Foundation“) und der Schweiz unterhält. Die Stiftungen wurden für ein gemeinsames Ziel gegründet, wie es José Carreras formuliert hat: „Unser Ziel ist klar: Leukämie muss heilbar werden – immer und bei jedem!“. Wegen seiner Verdienste für die Leukämieforschung, zu der der Verein wesentlich beigetragen hat, erhielt José Carreras auch für seinen sozialen Einsatz weltweite Anerkennung und das Bundesverdienstkreuz der Bundesrepublik Deutschland.

## Ziele
Die Ziele des Vereins sind: Förderung der klinischen Forschung über die Leukämie; Verbesserung der Behandlungsmöglichkeiten, insbesondere der Knochenmarktransplantation; Optimierung der klinischen Ausstattung; Fürsorge für die Patienten und deren soziales Umfeld während der Behandlung; Unterstützung von Selbsthilfegruppen, Elterninitiativen und Kleinprojekten an Kliniken. Die Knochenmarktransplantation gilt derzeit als einzige Heilungsmöglichkeit der Leukämie. Sie ist aber nicht völlig ungefährlich. Deswegen soll auch ihr Risiko verbessert und u. a. die Knochenmarkspenderdatei ausgebaut werden.

## Spendensammlung und Vereinsarbeit

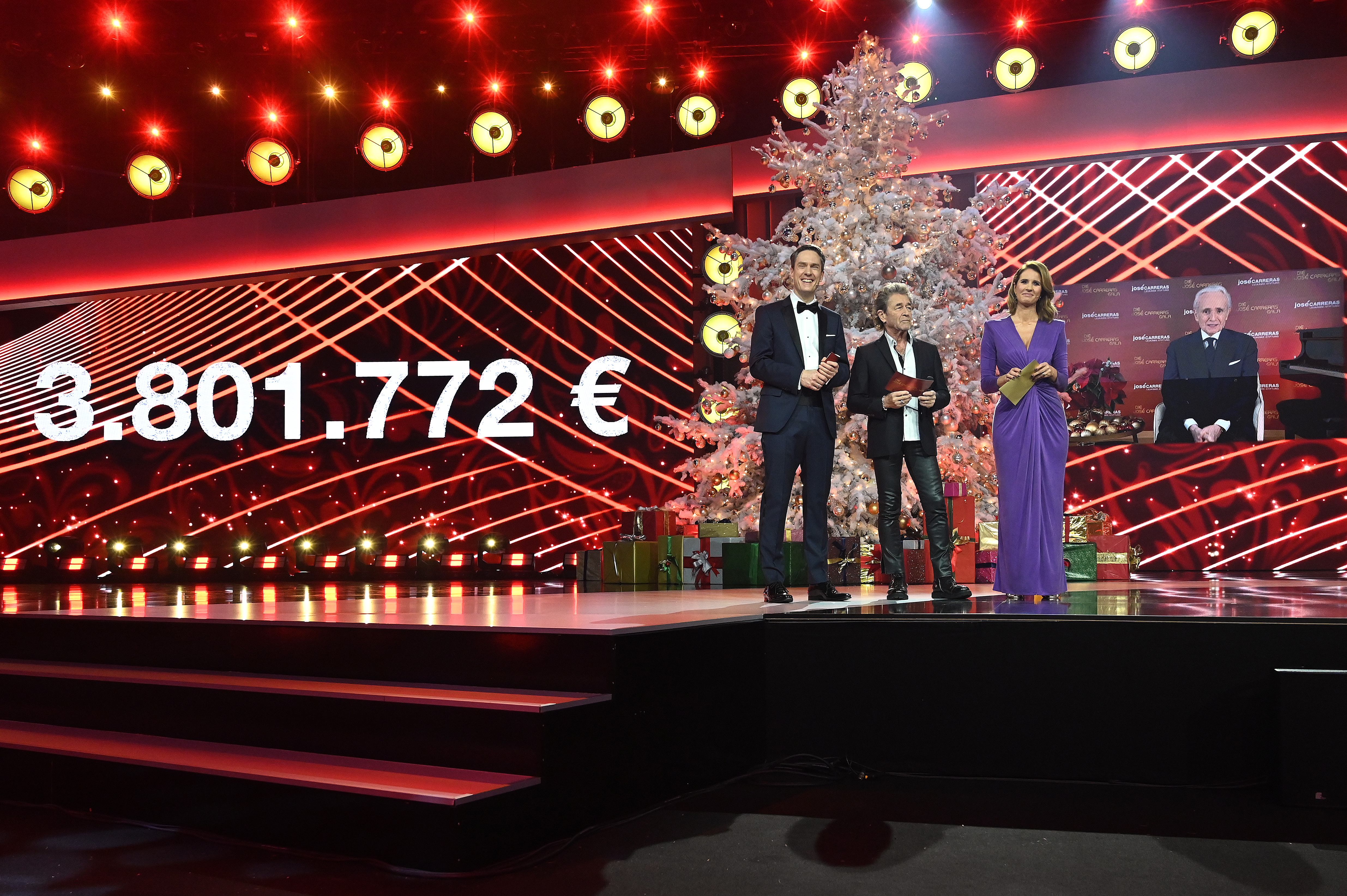
27. José Carreras Gala (2021)

In der Vorweihnachtszeit findet in Leipzig regelmäßig die José-Carreras-Benefizgala statt, in welcher ehrenamtlich prominente Künstler, Orchester, Bands und von Leukämie Betroffene – letztere auch in kleinen Filmbeiträgen – auftreten und um eine Spende zur Unterstützung der Leukämieforschung bitten. Die erste Galaveranstaltung fand am 22. Dezember 1995 statt und wurde im Abendprogramm von der ARD/MDR übertragen. Während der Sendung konnten Spenden der Zuschauer telefonisch über eine Hotline übermittelt werden. Seither findet die Gala in dieser Form jährlich statt.
Der außerordentlich hohe Ertrag jeder Sendung in Millionenhöhe sowie sonstige Spendengelder werden in der einmal jährlich stattfindenden Mitgliederversammlung des Leukämie-Stiftungs-Vereins als Haushalt genehmigt. Dann wird mithilfe eines  Projektausschusses international renommierter Ärzte und Wissenschaftler entschieden, welche Projekte gefördert werden sollen. Die Wissenschaftler, der Vorstand des Vereins und die Mitglieder stellen ihr Wissen und ihre Arbeitskraft ehrenamtlich zur Verfügung. In der Geschäftsstelle des Vereins in München arbeiteten hauptamtliche Mitarbeiter.
Seit 2008 gibt es viele Aktivitäten zu Gunsten des Vereins rund um den Volksbank-Münster-Marathon, der sich als „Marathon des Herzens“ präsentiert. Bei einer Untersuchung der Arbeit von Spendenorganisationen durch die  Stiftung Warentest vom November 2014 wurde auch die Deutsche José Carreras Leukämie-Stiftung e. V. getestet.

## Verwendung der Gelder
Von der Stiftung wurde in den Jahren ab 1995 über 200 Mio. Euro gesammelt. Sie verfasst jährlich einen Geschäftsbericht. Der Verein wird freiwillig von unabhängigen Wirtschaftsprüfern begutachtet. Nach eigenen Angaben gingen im Jahr 2002 85,88 % der Spendengelder direkt in Projekte gegen Leukämie, die indirekten Kosten (Personalaufwand, Abschreibungen, Raumkosten, Kosten für Öffentlichkeitsarbeit und sonstige betriebliche Aufwendungen) lagen bei 14,12 %. Seit Gründung des Vereins hat die Leukämie-Stiftung mehr als 500 Projekte gefördert. Die von 1995 bis 2005 verwendeten Leukämiegelder gliedern sich wie folgt auf: 63 % für Forschung, 28 % für Strukturmaßnahmen, 7 % für Information und 2 % für soziale Dienstleistungen.
Die José Carreras-Transplantationseinheit der LMU in München, die José Carreras Tagesklinik der Charité in Berlin, die José Carreras Transplantationseinheit der Uniklinik Leipzig und das Carreras Leukämie Centrum der Uniklinik Marburg sind die bekanntesten geförderten Forschungs- und Behandlungseinrichtungen.